# Chủ nghĩa cộng sản cánh tả

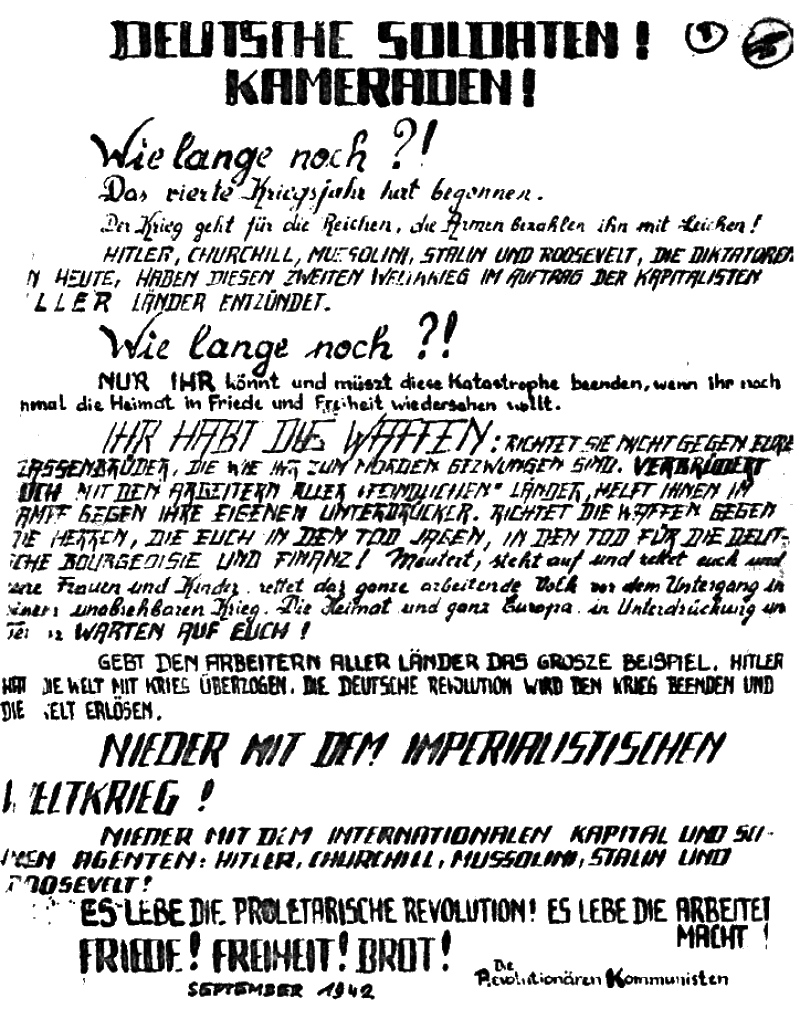
Tuyên ngôn do Những người cộng sản cách mạng ở Đức ban hành - là một nhóm cộng sản cánh tả ở nước Pháp do Đức Quốc xã chiếm đóng, nổi tiếng vì chống lại tất cả các bên chiến đấu trong "chiến tranh thế giới đế quốc"; văn bản gửi đến những người lính Wehrmacht, coi Hitler, Stalin, Churchill và Roosevelt là những kẻ độc tài.

Chủ nghĩa cộng sản cánh tả hoặc cộng sản cánh tả, là một quan điểm do cánh tả của chủ nghĩa cộng sản nắm giữ, chỉ trích các ý tưởng và thực tiễn chính trị được những người theo chủ nghĩa Marx–Lenin và phái dân chủ xã hội tán thành. Người cộng sản cánh tả khẳng định lập trường mà họ coi là chủ nghĩa Marx chân thực hơn những quan điểm của chủ nghĩa Marx–Lenin được Quốc tế Cộng sản tán thành sau quá trình Bolshevik hóa dưới thời Joseph Stalin và trong đại hội lần thứ hai.

## Tổng quan
Nhìn chung, có hai luồng chủ nghĩa cộng sản cánh tả, đó là cánh tả Ý và cánh tả Hà Lan–Đức. Cánh tả cộng sản ở Ý được thành lập trong Thế chiến thứ nhất trong các tổ chức như Đảng Xã hội chủ nghĩa Ý và Đảng Cộng sản Ý. Cánh tả Ý tự coi mình là người theo chủ nghĩa Lenin, nhưng lại tố cáo chủ nghĩa Marx–Lenin là một hình thức của chủ nghĩa cơ hội tư sản được thực hiện ở Liên Xô dưới thời Stalin. Cánh tả Ý hiện được thể hiện trong các tổ chức như Đảng Cộng sản Chủ nghĩa Quốc tế và Đảng Cộng sản Quốc tế. Cánh tả Hà Lan–Đức tách khỏi Vladimir Lenin trước sự cai trị của Stalin và ủng hộ quan điểm Marxist tự do và theo chủ nghĩa cộng sản hội đồng một cách vững chắc, trái ngược với cánh tả Ý vốn nhấn mạnh sự cần thiết của một đảng cách mạng quốc tế.
Chủ nghĩa cộng sản cánh tả khác với hầu hết các hình thức khác của chủ nghĩa Marx ở chỗ tin rằng người cộng sản không nên tham gia vào nghị viện của giai cấp tư sản, và một số người phản đối việc tham gia vào tổ chức công đoàn bảo thủ. Tuy nhiên, nhiều người cộng sản cánh tả bị chia rẽ vì những lời chỉ trích của họ đối với phe Bolshevik. Phái cộng sản hội đồng lên tiếng chỉ trích phe Bolshevik vì chức năng đảng tinh hoa và nhấn mạnh một tổ chức tự trị hơn của giai cấp công nhân, không có đảng phái chính trị.
Mặc dù bị sát hại vào năm 1919 trước khi chủ nghĩa cộng sản cánh tả trở thành một xu hướng rõ rệt, Rosa Luxemburg vẫn có ảnh hưởng nặng nề đối với hầu hết những người cộng sản cánh tả, cả về mặt chính trị lẫn lý thuyết. Những người ủng hộ chủ nghĩa cộng sản cánh tả bao gồm Herman Gorter, Antonie Pannekoek, Otto Rühle, Karl Korsch, Amadeo Bordiga và Paul Mattick. Những nhân vật ủng hộ chủ nghĩa cộng sản cánh tả khác bao gồm Onorato Damen, Jacques Camatte và Sylvia Pankhurst. Những nhà lý thuyết nổi bật sau này đã chia sẻ với các xu hướng khác như Antonio Negri, một nhà lý thuyết sáng lập của xu hướng tự trị. Specific Các trào lưu cụ thể có thể được coi là một phần của chủ nghĩa cộng sản cánh tả bao gồm chủ nghĩa Bordiga, chủ nghĩa De Leon, chủ nghĩa Luxemburg và cộng sản hóa.